# رجال شیخ طوسی
کتاب الأبواب معروف به رجال شیخ طوسی اثری از شیخ طوسی، از عالمان شیعه در قرن ۵ (قمری).

## اعتبار
رجال شیخ طوسی نزد دانشمندان شیعه دارای اعتبار ویژه‌ای است. این کتاب از اصول پنج گانه اولیه رجال است. تاریخ تألیف این کتاب در اواخر عمر شیخ طوسی بوده و شیخ مطالب این کتاب را از منابع متعدد و اصول فراوانی که در اختیار داشته جمع آوری نموده‌است. پس از او منابع مذکور از بین رفته و تنها راه دستیابی به مطالب منابع اولیه همین اصول رجال است.

## محتوا
در این کتاب ابتدا نام و کنیه و لقب و نسبت افراد آمده و در بعضی موارد رابطه او با معصوم نیز ذکر شده‌است. طبقه راویان و برخی تاریخ‌ها و توثیقات و تصنیفات نیز به مناسبت ذکر شده. در این کتاب کمتر توجهی به مذهب یا جرح و تعدیل افراد شده و در اکثر موارد تنها نام افراد ذکر شده و هیچ توضیح اضافه‌ای برای آنها نیامده‌است. البته از موسی کاظم به بعد این سری نکات بیشتر ذکر شده‌است.